# Моррис, Иэн
Иэн Мэттью Моррис (англ. Ian Matthew Morris; род. 27 января 1960, г. Сток-он-Трент, Англия) — британский историк и археолог. Член-корреспондент Британской академии, профессор Стэнфордского университета. Преподает историю, археологию и классические языки. Автор 14 книг и более восьмидесяти статей по археологии и истории.
Иэн Моррис исследует долгосрочный период мировой истории начиная от конца ледникового периода и до настоящего времени. Особенно его интересует все, что касается биологии, социологии, географии и эволюционной истории.
В одной из своих самых популярных книг «Почему властвует Запад» (переведена на 13 языков) Иэн Моррис объясняет причины глобального доминирования Запада в истории последних веков. В этой работе он анализирует как география и природные ресурсы сформировали распределение богатства и власти во всем мире, и как это отразится на истории будущего.

## Биография
Закончил местную общеобразовательную школу, интересовался музыкой. В 1981 году с отличием окончил факультет древней истории и археологии в Бирмингемском университете. В 1985 году получил степень доктора философии в Кембриджском университете и переехал в Соединенные Штаты Америки. Там он окончил факультет истории в Университете Чикаго.
В 1995 году начал работу в Стэнфордском университете сначала заместителем декана гуманитарных и естественных наук и заведующим кафедрой классических наук, затем директором Института истории и социальных наук. Иэн Моррис — один из основателей Стэнфордского центра археологии, два года он был его директором. За это время он опубликовал множество работ о истории и археологии древнего Средиземноморья и всемирной истории.
В 2009 году Иэн Моррис получил премию декана за выдающиеся достижения в области преподавания.
С 2000 по 2007 год руководил раскопками в Monte Polizzo (Сицилия).
Иэн Моррис награжден стипендией Гуггенхайма, Гуверовским Институтом, Национальным гуманитарным фондом, Центром эллинистических исследований и Институтом гуманитарных исследований в университете Висконсин-Мэдисон. Удостоен почетных степеней от университета Де Пау и Бирмингемского университета.